# Propeamussium dalli
Propeamussium dalli är en musselart som först beskrevs av E. A. Smith 1886.  Propeamussium dalli ingår i släktet Propeamussium och familjen Propeamussidae. Inga underarter finns listade i Catalogue of Life.